# Ambrósio Sivers
Ambrósio (em russo:  Амвросий; nascido: Alexey Borisoviche Sivers, (em russo:  Алексе́й Бори́сович Си́верс), anteriormente Smirnov (em russo:  Смирно́в); 30 de abril de 1967, Moscou) é o líder religioso de um pequeno grupo extremista, não-canônico, não registrado, chamado“ Igreja dos Verdadeiros Cristãos Ortodoxos da Rússia", conhecido como “Neo-Andreevitas”, declarando sua sucessão da “Igreja das Catacumbas dos Verdadeiros Cristãos Ortodoxos - Andreevitas” (em homenagem ao arcebispo André Ukhtomski, o fundador da jurisdição), arcebispo de Gótia (1994-2013), arcebispo de Novogárdia ( desde 2001). Diretor espiritual do Movimento Nacional Socialista Ortodoxo Russo e do Partido dos Defensores da Constituição Russa "Rus", composto por antigos membros da Unidade Nacional Russa. Expressa abertamente simpatia pelo nazismo; considera entre os “mártires da fé” Konstantin Voskoboinik, o burgomestre colaborador do autogoverno de Lokotski e seu sucessor Bronislav Kaminski, brigadefuhrer SS. Autor de boatos sobre a história da “Igreja das Catacumbas”.